# Chèvre de Thuringe
Pour les articles homonymes, voir Thuringe (homonymie).
La chèvre de Thuringe (Thüringer Waldziege en allemand) est une race caprine originaire de Thuringe, en Allemagne. Elle est élevée pour son lait. La traduction longue du nom allemand est chèvre de la forêt de Thuringe.

## Origine
Elle fait partie de la population caprine alpine et a été sélectionnée au début du XXe siècle à partir de races locales thuringiennes améliorées par la chèvre du Toggenburg, une race suisse. Bien que provenant de Thuringe, elle est présente dans plusieurs länder. Elle est reconnue comme race en 1935.
Les effectifs sont peu élevés, mais en légère augmentation avec une population qui est passée de 250 en 1997 à 1 570 en 2013.

## Morphologie

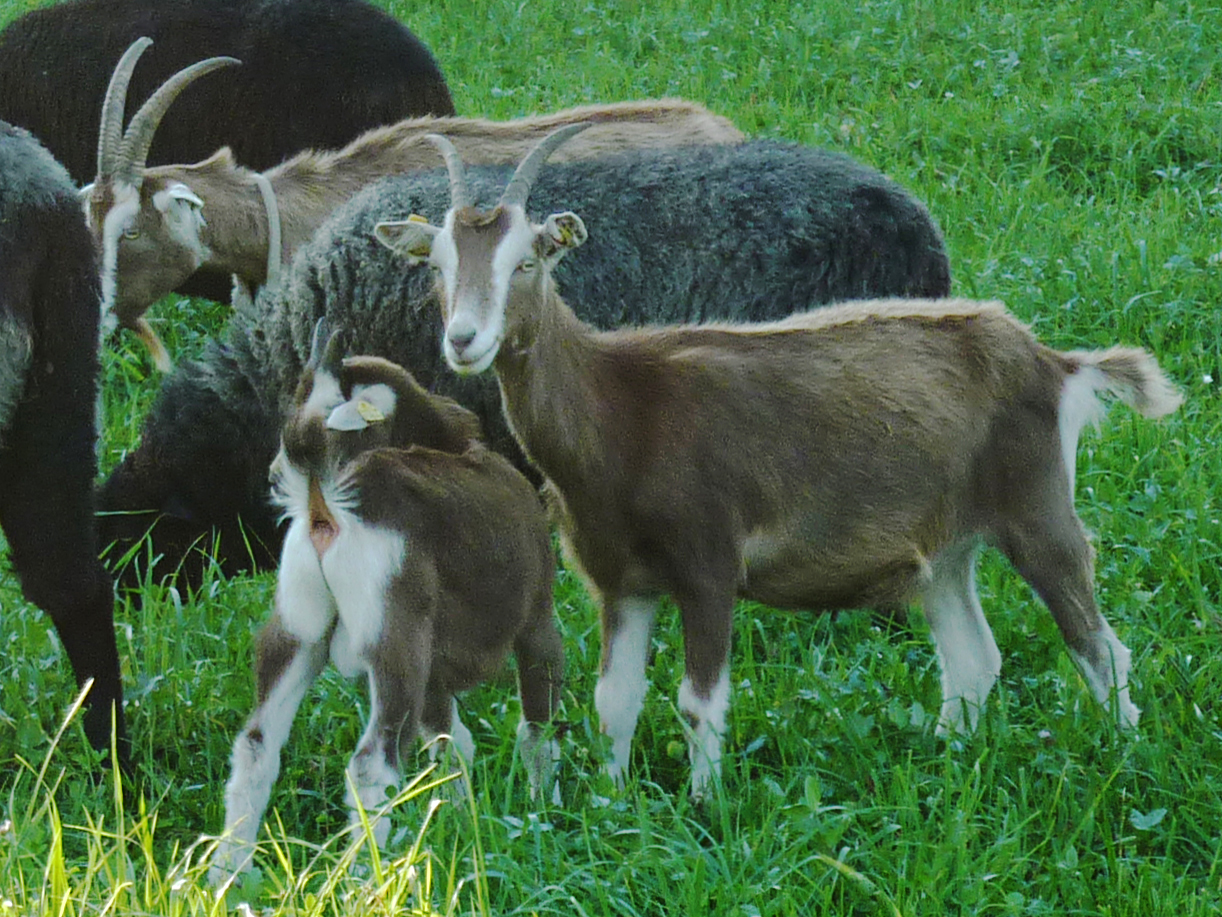
Chèvres thuringiennes.

Elle porte une robe brun chocolat, dont les nuances vont du chocolat au lait clair au chocolat noir. Le gris est aussi admis. Le pelage comporte des zones blanches sur les pattes, la queue et deux bandes entre les oreilles et le museau en passant par les yeux. 
C'est une race de taille moyenne. La chèvre mesure 75 cm pour 50 kg et le bouc 85 cm pour 65 kg.

## Aptitudes
La chèvre de Thuringe est élevée pour sa production laitière. C'est une race productive avec une moyenne de 700 à 800 kg de lait à 3,5 % de matière grasse et 3 % de protéines. Elle a un premier chevrotage à 15 mois. Elle met bas une fois par an avec généralement deux chevreaux, mais les triplés ne sont pas rares.
Originaire de la forêt de Thuringe, c'est une chèvre rustique apte à se nourrir de végétaux de pauvre valeur, rebutant les autres animaux comme vaches et moutons.

## Sources